# Dispenser, distributore automatico di stimoli quotidiani
Dispenser, distributore automatico di stimoli quotidiani è stata una trasmissione radiofonica, in onda su Rai Radio 2 dal lunedì al venerdì, dalle 20.30 alle 21.00 (e dal 2010 dalle 23.00 alle 24.00). Il programma aveva la caratteristica di essere completamente registrato; questa struttura di messa in onda ha fatto sì che alcune delle puntate venissero trasmesse più volte per errore da parte del reparto emissione della RAI.

## Storia
La trasmissione viene inizialmente condotta nel 2000 da Matteo Bordone; la struttura del programma prevedeva che il conduttore leggesse un'introduzione ai servizi presentati, che poi veniva incisa da uno speaker collaboratore del programma. Nello stesso anno Bordone, sotto lo pseudonimo di "Ferrato", è stato affiancato alla conduzione da Marisa Passera sotto lo pseudonimo di La Giada. Bordone ha lasciato la conduzione del programma alla fine della stagione 2006-07 per passare al programma radiofonico Condor. Fra giugno e il 14 settembre viene trasmesso Dispenser Estate, rubrica di repliche provvisoriamente condotta da Giorgio Bozzo. Per il casting del nuovo conduttore, nel sito ufficiale della trasmissione viene messo a disposizione degli utenti un kit comprendente delle basi audio e un servizio pre-registrato insieme al testo di una introduzione al servizio scritta per Matteo Bordone. Il compito da svolgere per l'aspirante conduttore era registrare e montare la sua interpretazione dell'introduzione al servizio per spedirla alla redazione. Il vincitore è stato Federico Bernocchi, trentenne di Rivolta d'Adda, dj a Radio Città del Capo, che ha incominciato la sua conduzione dal 15 settembre 2007. A partire dall'estate 2008, prima in via sperimentale su Dispenser Lab, in seguito in via definitiva a partire da settembre dello stesso anno, a Federico Bernocchi si è affiancato come co-conduttore Costantino della Gherardesca. L'ultima puntata è andata in onda il 30 luglio 2010.